# Barka Lemara
Barka Lemara – muzeum tradycji wodniackich i szyperskich w Bydgoszczy.

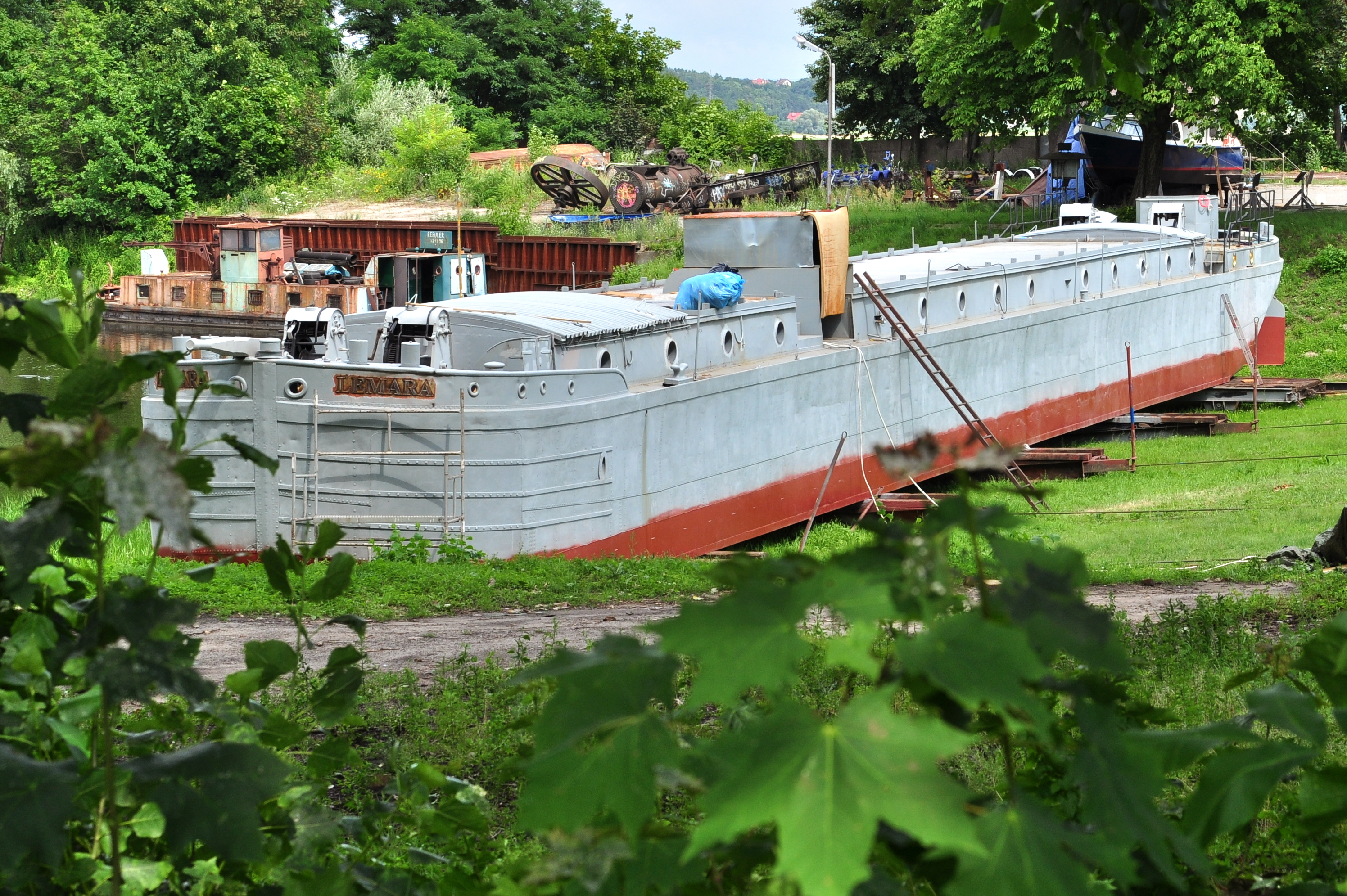
Podczas przebudowy w stoczni portu rzecznego "Gorzów" (2012)

## Historia
Obiektem zawiaduje Miejskie Centrum Kultury w Bydgoszczy i znajduje się on na miejskim Szlaku Wody, Przemysłu i Rzemiosła. Ekspozycja znajduje się w barce towarowej z 1937 nie posiadającej napędu własnego (tzw. finówka duża, niem. Gross Finow-Masskahn), zacumowanej na stałe na Brdzie przy ul. Spichlernej (centrum miasta). Jednostkę zbudowano w Stoczni i Warsztatach Mechanicznych Lloyda Bydgoskiego ("Lloyd Bydgoski, Bromberger Schleppschiffahrt, Towarzystwo Akcyjne"). Jej właścicielem był bydgoski szyper Adolf Schmidt. Nazwa jednostki pochodziła od pierwszych sylab imion rodziców właściciela - Leona i Marii. Barka pływała zarówno po wodach Polski, jak i Niemiec. W czasie II wojny światowej barkę przejęła III Rzesza, a po 1945 państwo polskie, dla którego nadal pracowali Lemarowie. Jednostka wyszła z czynnej żeglugi w 2006 i został przeznaczona na złom, jednak w 2009 odkupiło ją miasto i przeznaczyło na cele kulturalne. W 2014 roku jednostkę przejęło Miejskie Centrum Kultury.

## Ekspozycja

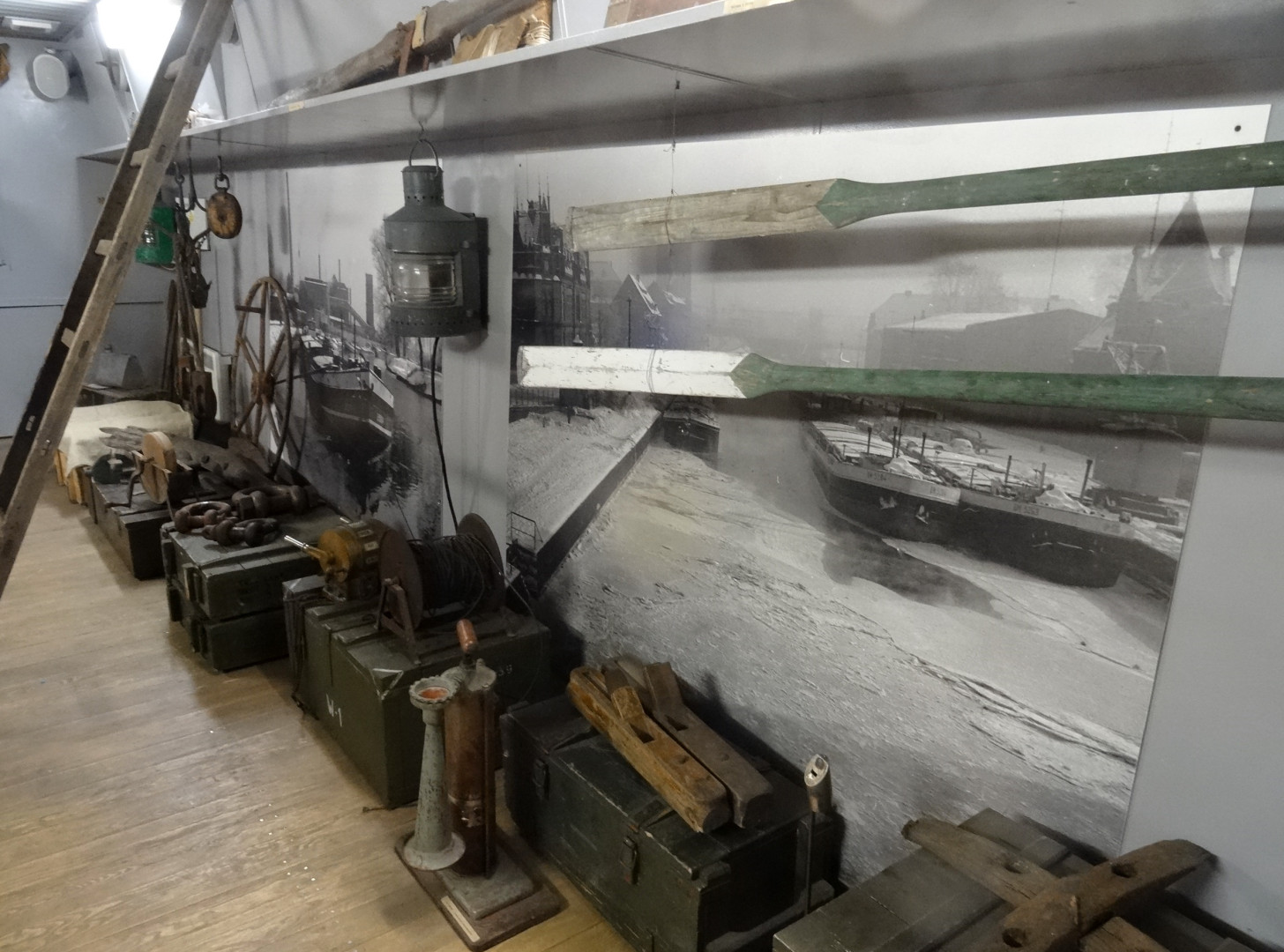
Fragment ładowni

Ekspozycja umieszczona jest w zaadaptowanych ładowniach barki. Zarówno w nich, jak i na pokładzie odbywają się też koncerty, praktyczne lekcje i spotkania rodzin szyperskich. Część wystawy stanowi zrekonstruowana kajuta z kuchnią, sypialnią i salonikiem, w jakiej zamieszkiwała rodzina szypra.